# 阿特斯無人機-600
阿特斯無人機-600（英文：ALTIUS-600）， 是一款小型美國自殺無人機，無人航空載具可以從空中、海上或地面發射。它是由 Area-I研製，於2021年4月安杜里爾工業公司收購了Area-I。